# Robert von Görschen (Verwaltungsjurist)

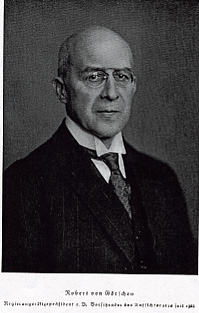
Robert von Görschen

Robert Walter Ernst Richard von Görschen (* 27. März 1864 in Aachen; † 4. Januar 1936 ebenda) war ein preußischer Oberregierungsrat und Regierungsvizepräsident.

## Beruflicher Werdegang
Robert von Görschen stammte aus dem alten thüringischen und später evangelisch geprägten Adelsgeschlecht der von Görschen ab und war der Sohn des Landgerichtsassessors sowie Justitiars und Verwaltungsratsvorsitzender der Aachener und Münchener Feuerversicherungsgesellschaft Robert Oskar Julius von Görschen und der Elise geb. Brüggemann (1833–1917). 
Nach dem Abitur studierte er in Kleve im Herbst 1884 an der Ludwig-Maximilians-Universität München und der Philipps-Universität Marburg Rechtswissenschaft und Staatswissenschaft. 1885/86 war er im Corps Teutonia zu Marburg aktiv. Corpsschleifenträger wurde er erst am 5. August 1910. Er wechselte an die Ruprecht-Karls-Universität Heidelberg und die Friedrich-Wilhelms-Universität zu Berlin. Hier bestand er am 13. Mai 1888 das Referendarexamen. Ab dem 9. Juni 1888 wurde von Görschen als Gerichtsreferendar in das Amtsgericht Eschweiler übernommen und am 22. Juni 1888 vereidigt. In Eschweiler und am Landgericht Aachen absolvierte er sodann seine Referendarzeit.
Am 9. September 1890 begann von Görschen seine berufliche Laufbahn als Regierungsreferendar bei der Regierung Aachen. Drei Jahre später wurde er zum Regierungsassessor beförderte und war bei der Regierung in Kassel, beim Landratsamt Stormarn und wahrscheinlich noch in Wandsbek tätig, bevor er am 4. November 1895 wieder zur Regierung Kassel versetzt wurde. Schließlich erfolgte am 1. August 1902 seine Beförderung zum Regierungsrat. Einen Monat später arbeitete er zunächst als kommissarischer und ab dem 23. Februar 1903 als definitiver Landrat im Landkreis Altenkirchen. Am 10. Oktober 1912 wurde er schließlich zum Oberregierungsrat der Regierung Köln berufen. Als letzte Station seiner Laufbahn schloss sich am 1. Juni 1919 die Beförderung zum Regierungsvizepräsidenten von Aachen an.
Im Jahr 1923 wurde er mit dem Aachener Regierungspräsidenten Wilhelm Rombach und dem Polizeipräsidenten Fritz Freiherr von Korff auf Grund passiven Widerstandes gegen die oberste Behörde der zu diesem Zeitpunkt von Franzosen und Belgiern besetzten linksrheinischen Gebiete, der Interalliierten Rheinlandkommission gefangen genommen. Am 23. Januar 1923 wurden sie freigelassen, allerdings mit der Auflage diese Gebiete nicht mehr zu betreten. Die Interalliierte Rheinlandkommission schob sie zunächst in das unbesetzte Gebiet um Elberfeld ab und brachte sie einige Tage später in Königswinter und Altenkirchen/Westerwald unter. Nach ständigem Hin- und Her erneut nach Elberfeld zurückgekehrt, eröffneten der Aachener Regierungspräsident Rombach und sein Vertreter von Görschen Ende Februar 1923 schließlich im Rathaus von Barmen eine Nebenstelle der Regierung Aachen und beide konnten nun ihre Regierungsaufgaben wieder aufnehmen. Nach intensiven Gesprächen mit der Besatzungsbehörde und nach Beendigung des Ruhraufstandes im Rahmen der Ruhrbesetzung wurde ein Jahr später die Ausweisung zurückgenommen und von Görschen konnte am 12. März 1924 zusammen mit Rombach wieder nach Aachen zurückkehren. Hier stellte von Görschen nun erschöpft und frustriert einen Antrag zur Versetzung in den Ruhestand. Diesem Antrag wurde mit Wirkung zum 1. Juli 1924 entsprochen.

## Neben- und Vereinstätigkeiten
Neben seiner beruflichen Laufbahn als hoher Verwaltungsbeamter war Robert von Görschen seit seiner Amtszeit in Aachen meist in leitender Position bei verschiedenen Vereinigungen und Institutionen aktiv:
- 22. November 1919: Mitglied im Club Aachener Casino
- 1920: Mitglied in der Erholungs-Gesellschaft Aachen 1837
- 16. Februar 1898 Ehrenritter des Johanniterordens
  - 1906 Werkmeister der Rheinischen Genossenschaft des Johanniterordens und Konventsmitglied
  - 24. Juni 1908 Ritterschlag zum Rechtsritter des Johanniterordens
  - Ab 1424 auch Werkmeister im Friedrich-Wilhelm-Stift Bonn, heute Johanniterkrankenhaus Bonn
- 26. Juni 1920 bis 14. Oktober 1934 Vorstandsvorsitzender des Luisenhospitals Aachen
- 9. Mai 1924 bis 4. Januar 1925: Aufsichtsratsvorsitzender der Aachen Münchener Feuer-Versicherungs-Gesellschaft (Vorläufer der AachenMünchener Versicherungs AG) sowie Aufsichtsratsvorsitzender zahlreicher der A.M. nahestehender Gesellschaften.
- 1927–1934: Vorsitzender des Aachener Museumsvereins
- 1932–1933: Präsident des Aachener Rotary Clubs
- 1935: ernannter Ratsherr der Stadt Aachen

## Ehrungen
- Für seine Verdienste im passiven Widerstand wurde ihm, „dem aufrechten Träger altpreußischen Verwaltungsgeistes, dem unermüdlichen Mitkämpfer für die deutsche Kultur in der bedrohten Westmark, dem feinsinnigen Förderer heimischer Kunst“ am 22. Mai 1925 die Ehrenbürgerschaft der RWTH Aachen verliehen.
- Für diese Verdienste wurde Robert von Görschen darüber hinaus auch noch mit der Preußischen Landwehrdienstauszeichnung der 1. Klasse geehrt.
- „Aus Anlass der siebzigsten Wiederkehr seines Geburtstages und in dankbarer Würdigung seiner großen Verdienste um die Ausgestaltung und Entwicklung der Hochschule“ wurde von Görschen am 27. März 1934 zum Ehrensenator der RWTH Aachen ernannt.
- Ferner wurde ihm zu Ehren am 28. März 1934 durch den Polizeipräsidenten eine Straße in Aachen nach ihm benannt.

## Familie

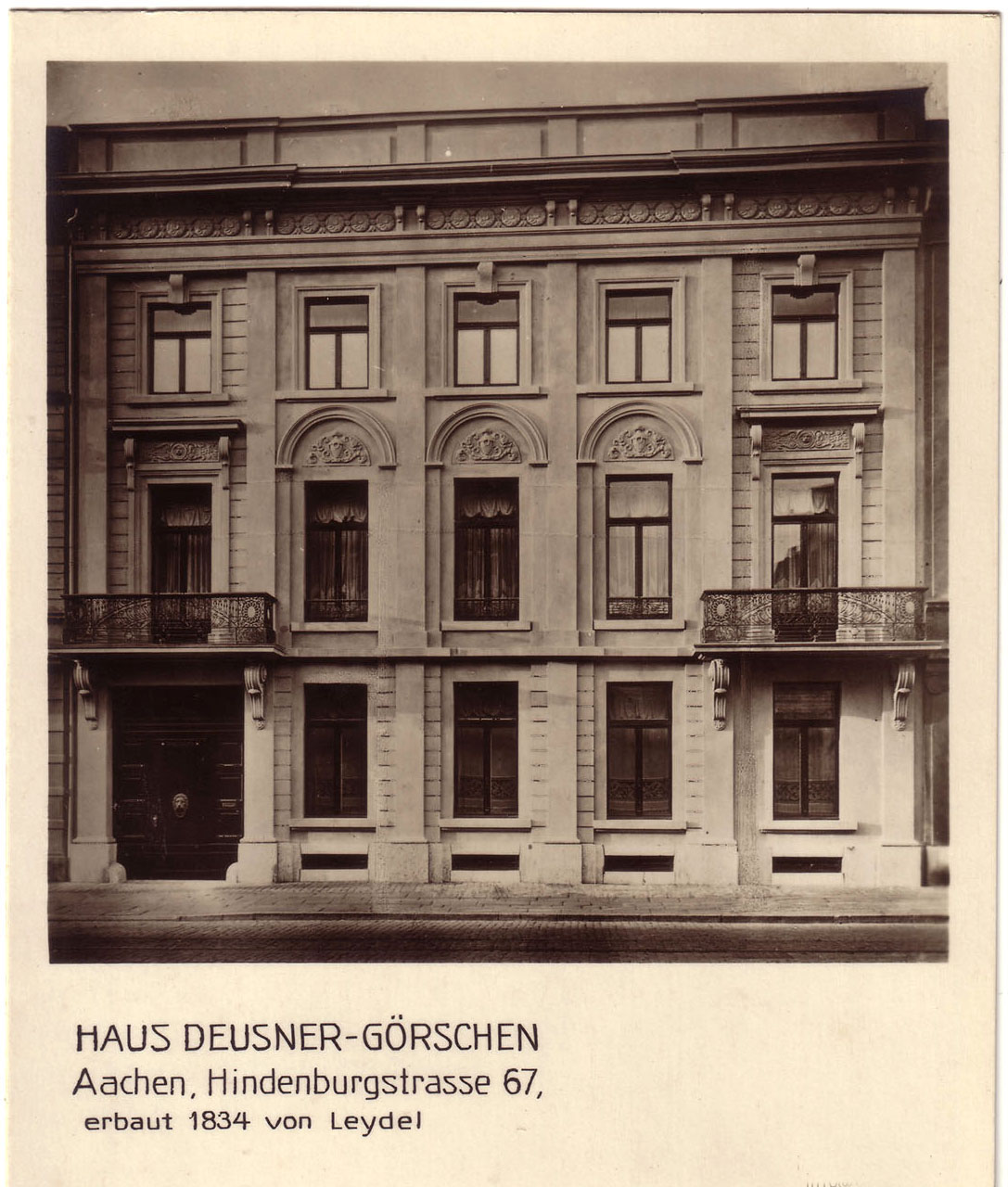
Haus Deusner-Görschen, Wohnsitz der Familie Robert von Görschen

Robert von Görschen war verheiratet mit Emy Marie Rosalie Honigmann (1871–1944), Tochter des Bergwerkdirektors Carl Eduard Honigmann, Sohn von Eduard Honigmann. Im Jahr 1880 erwarben sie in Aachen das von Adam Franz Friedrich Leydel erbaute Haus Matthéy in Hindenburgstraße 67, der heutigen Theaterstraße, welches später nach dem Zweiten Weltkrieg von der Familie an den Tuchhändler Teo Mattéy verkauft wurde. 
Das Ehepaar hatte zwei Kinder, einen Sohn und eine Tochter. Der Sohn Hans Wolf von Görschen (1894–1945) war Ehrensenator der Universität Greifswald und Bankier in Köln und Rotterdam. Als Widerstandskämpfer des Kreisauer Kreis wurde er im Dezember 1944 verhaftet und im April 1945 hingerichtet. Die Tochter Eleonore (1901–1983) heiratete den Bankier Werner Arthur von Schnitzler (1888–1964) aus der Kölner Bankiersfamilie Schnitzler.
Robert von Görschen fand seine letzte Ruhestätte auf dem Westfriedhof I in Aachen.